# وینس نیل
وینسنت نیل وارتون (انگلیسی: Vince Neil؛ زادهٔ ۸ فوریهٔ ۱۹۶۱) یک خواننده و موسیقی‌دان اهل ایالات متحده آمریکا است.